# Forever
„Forever“ je píseň americké rockové skupiny Kiss vydaná na albu Hot in the Shade. Píseň napsali Paul Stanley a zpěvák a skladatel Michael Bolton. Jedná se o romantickou baladu, která se stala hitem. Na hudební stanici MTV se videoklip stal nejžádanější písní číslo 1. Také se vyšplhal na 8. příčku v Billboard Hot 100. Díky této písni se začali velice dobře prodávat lístky na připravené Hot in The Shade Tour. Původně totiž chtěla skupina vyrazit na turné už po vydání singlu Hide Your Heart, ale promotérům se to příliš nezdálo a rozhodlo se, že se s turné počká. Organizovalo se, až když se singl Forever stal hitem.

## Další výskyt
„Forever“ se objevila na následujících albech Kiss:
- Alive III - koncertní verze
- The Box Set -
- The Very Best of Kiss -
- The Best of Kiss, Volume 2: The Millennium Collection -
- Kiss Symphony: Alive IV - koncertní verze

## Umístění
| Země (1990)                      | Umístění |
| -------------------------------- | -------- |
| Austrálie                        | 38       |
| Kanada                           | 18       |
| Velká Británie                   | 65       |
| US Billboard Hot 100             | 8        |
| U.S. Billboard Album Rock Tracks | 17       |

| Hitparáda (1990)       | Pozice |
| ---------------------- | ------ |
| U.S. Billboard Hot 100 | 92     |

## Sestava
- Paul Stanley – zpěv, rytmická kytara
- Gene Simmons – zpěv, basová kytara
- Bruce Kulick – sólová kytara, basová kytara
- Eric Carr – zpěv, bicí, perkuse